# Salariacris panici
Salariacris panici är en insektsart som beskrevs av Marius Descamps och Wintrebert 1966. Salariacris panici ingår i släktet Salariacris och familjen gräshoppor. Inga underarter finns listade i Catalogue of Life.